# 托富阿島

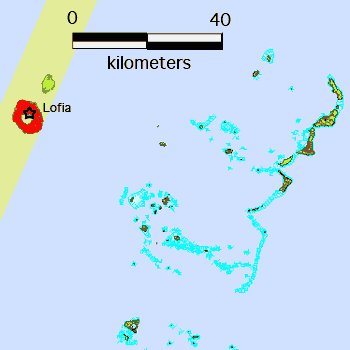
托富阿島在哈派群島的位置

托富阿島是太平洋島國湯加的火山島，屬於哈派群島的一部分，位於主島湯加塔布島以北約155公里，面積約55.63平方公里，島上的活火山海拔高度507米，1996年只有5人在島上居住。

## 外部連結
- United States Geological Survey（页面存档备份，存于）
- Pitcairn Islands Study Center （页面存档备份，存于）
- Bauer, G. R. (1970). The geology of Tofua Island, Tonga. Pacific Science, 24(3), 333-350.
- Tonga Visitors Bureau (Ministry of Tourism) （页面存档备份，存于）
- （页面存档备份，存于）